# Scheldebrug (Antwerpen)
De Scheldebrug of Scheldefietsbrug in Antwerpen is een geplande fiets- en voetgangersbrug over de Schelde in de Belgische stad Antwerpen ter hoogte van de Kennedytunnel, waardoor nu fietssnelweg FR10 loopt. De verwachte opening is in 2030.
De Scheldebrug is onderdeel van De Grote Verbinding, een project om de Ring Antwerpen voor auto’s en fietsers rond te maken.

## Constructie
De keuze voor de brugverbinding is in 2018 tot stand gekomen, nadat verschillende alternatieven, zoals een tunnel, een veer of een kabelbaan, waren onderzocht en afgeketst.
In december 2022 besloot de Vlaamse Regering tot realisatie van het project. De stad Antwerpen en De Vlaamse Waterweg nv gingen in maart 2023 aan de slag om het aanbestedingsdossier verder uit te werken.
In het voorjaar van 2024 zijn via een selectieprocedure vier bouw- en ontwerppartijen geselecteerd die een ontwerp mogen indienden. In september 2024 is de aanbestedingsprocedure de laatste stap in gegaan, de gunningsfase. In de gunningsfase moeten de vier geselecteerde partijen de offertes indienen voor het te bouwen ontwerp.
De verwachte startdatum voor de bouw van de Scheldebrug is 2027